# Kathy Leander
Pour les articles homonymes, voir Leander (homonymie).
 (avril 2011).
Si vous disposez d'ouvrages ou d'articles de référence ou si vous connaissez des sites web de qualité traitant du thème abordé ici, merci de compléter l'article en donnant les références utiles à sa vérifiabilité et en les liant à la section « Notes et références ».
Kathy Leander, née le 24 mai 1963 à Alle est une chanteuse suisse.

## Biographie
Kathy Leander, depuis l'âge de treize ans, chante dans la chorale à l'église de son village natal et joue lors dans plusieurs évènements.
En 1989, elle s'installe à Genève, où elle commence à chanter dans des clubs de nuit.
Elle a également joué dans les caves de Saint-Germain-des-Prés, Paris et dans les clubs de jazz parisiens, et a été l'une des meilleurs interprètes lors d'un festival de musique country à Genève, en 1991 puis remporte le Festival de la chanson 1992 Europa, tenue à Bordeaux.
Elle était un employé d'une banque à Genève, lorsqu'elle a été choisie par la Télévision suisse romande pour représenter son pays au Concours Eurovision de la chanson 1996 à Oslo, interprétant la ballade "Mon Cœur l'aime". Un contrat d'enregistrement lui fut promis si elle finissait dans les cinq premières places au concours, mais la chanteuse termina à la 16e place seulement.
En 2000, maintenant appelée elle-même Catherine Leander, elle chante en duo avec Enric Orlandi sur un unique, "Weil ich zu dir gehör", sorti dans les pays germanophones. L'année suivante, elle sort un album de duos romantiques avec le chanteur français Alan Ségal, Rêves à deux (l'album a été crédité à Cathy et Alan Ségal), qui était très populaire dans la région d'origine de Ségal. Depuis 2003, elle a été choriste pour le musicien de rock suisse, Stef de Genf.
En 2003, Kathy termine troisième dans l'émission "Merci", organisé par la TSR.
En avril 2006, elle sort son premier album.